# Шуменская область
Шу́менская о́бласть (болг. Област Шумен) — область в Северо-Восточном регионе Болгарии. Область занимает площадь 3390,2 км², на которой проживает 180 528 жителей (2011). Административный центр — город Шумен.

## География
Область граничит с Бургаской, Варненской, Добричской, Разградской, Тырговиштской, Сливенской и Силистренской областью.

## Общины Шуменской области

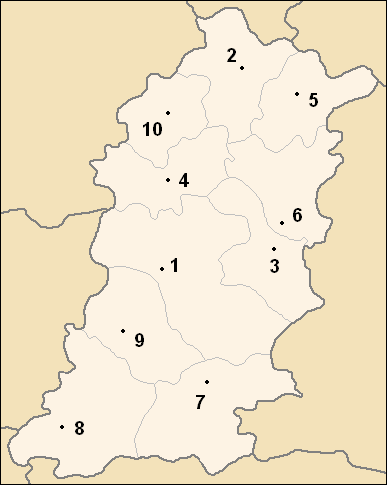
Общины Шуменской области

1. Община Шумен
2. Община Каолиново
3. Община Каспичан
4. Община Хитрино
5. Община Никола-Козлево
6. Община Нови-Пазар
7. Община Смядово
8. Община Вырбица
9. Община Велики-Преслав
10. Община Венец

см. также Города Шуменской области

## Население
| Этнические группы (2011) | Этнические группы (2011) | Этнические группы (2011) | Этнические группы (2011) | Этнические группы (2011) |
| Этническая группа        |                          |                          | Процент                  |                          |
| ------------------------ | ------------------------ | ------------------------ | ------------------------ | ------------------------ |
| Болгары                  |                          |                          | 59.2 %                   |                          |
| Турки                    |                          |                          | 30.3 %                   |                          |
| Цыгане                   |                          |                          | 8.2 %                    |                          |
| Другие                   |                          |                          | 2.3 %                    |                          |

### Демография
| Год             | 1946    | 1956    | 1965    | 1975    | 1985    | 1992    | 2001    | 2005    | 2007    | 2009    |
| --------------- | ------- | ------- | ------- | ------- | ------- | ------- | ------- | ------- | ------- | ------- |
| Население, чел. | 222 141 | 224 705 | 243 416 | 253 437 | 254 884 | 220 320 | 204 395 | 198 106 | 196 559 | 194 090 |

### Вероисповедание
| на 01.03.2001   | на 01.03.2001 | на 01.03.2001 |
| вероисповедание | жителей       | %             |
| --------------- | ------------- | ------------- |
| Православные    | 120 787       | 59,10 %       |
| Мусульмане      | 72 544        | 35,50 %       |
| Католики        | 386           | 0,19 %        |
| Протестанты     | 1472          | 0,72 %        |
| Другие          | 229           | 0,11 %        |
| Не определились | 8368          | 4,09 %        |
| Не указали      | 592           | 0,29 %        |
| Всего           | 204 378       | 100,00 %      |